# Saint-Jeannet (Alpes Marítimos)
 Saint-Jeannet  es una población y comuna francesa, en la región de Provenza-Alpes-Costa Azul, departamento de Alpes Marítimos, en el distrito de Grasse y cantón de Vence.

## Demografía
| 1079 | 1421 | 1843 | 2436 | 3188 | 3594 |
| Para los censos de 1962 a 1999 la población legal corresponde a la población sin duplicidades (Fuente: INSEE [Consultar]) |      |      |      |      |      |